# Pardosa dilecta
Pardosa dilecta är en spindelart som beskrevs av Banks 1898. Pardosa dilecta ingår i släktet Pardosa och familjen vargspindlar. Inga underarter finns listade i Catalogue of Life.